# Monzenbach (Aar)
Der Monzenbach ist ein 4,5 km langer, orografisch rechter und nördlicher Zufluss der Aar, eines Nebenflusses der Dill. 

## Verlauf
Der Monzenbach entspringt im südlichen Schelder Wald, am Hang des Wickenhain (435 m), und fließt dann zunächst zwischen dem Dillenburger Stadtteil Oberscheld und dem Herborner Stadtteil Seelbach in westlicher, dann in südlicher Richtung um die Nord- und Westseite des Volpertsbergs (426 m) der Aar zu. Vor seiner Einmündung in die Aar durchfließt er die Gemarkung von Seelbach. Der Bach mündet bei Aar-km 19,1 auf Höhe 214 m ü. NN.

## Umwelt
Oberhalb des Monzenbachtals liegen ehemalige Gruben, in denen einst Eisenstein gefördert wurde, aber auch zwei weitläufige und expandierende Steinbrüche, „Oberscheld“ und „Monzenbach“, in denen im Tagebauverfahren Diabas abgebaut wird. Ein dritter Großsteinbruch mit etwa 10 Hektar Ausdehnung ist seit einigen Jahren auf dem vom Monzenbach umflossenen, bewaldeten und bisher weitgehend unberührten Volpertsberg, geografisch zwischen den beiden bereits bestehenden Steinbrüchen, in Planung. Dieses Vorhaben wird von örtlichen Umwelt- und Bürgerinitiativen wegen seiner befürchteten Auswirkungen auf Landschaftsbild, Landschaftsgefüge und den natürlichen Lebensraum entschieden abgelehnt und bekämpft. Mit dem in einigen Jahren erwarteten Durchbruch des Steinbruchs Oberscheld, nur 800 m nordöstlich des Volpertsbergs gelegen, durch den Scheitel des Wickenhains wird dieser Betrieb in das obere Monzenbachtal durchbrechen. Nur etwa 500 m südlich des Volpertsberges beeinträchtigt der Steinbruch Monzenbach den kleinen Fluss bereits durch großflächige Überbauung sowohl in seiner Qualität als auch seiner Funktionalität. Ein zusätzlicher Steinbruch auf dem Volpertsberg würde somit auch noch den Mittellauf des Baches in Mitleidenschaft ziehen.

## Geschichte
Das Monzenbachtal und die umliegenden Höhen waren in frühgeschichtlicher und mittelalterlicher Zeit besiedelt, und ein niederadliges Geschlecht nannte sich nach seinem am Oberlauf des Baches liegenden Hofgut Monzenbach. Diese Siedlung wurde im Laufe der Zeit aufgegeben, als ihre Bewohner in das nahe Seelbach zogen. 
Um den Talgrund als Wiesen nutzen zu können, war dieser in früheren Zeiten entwässert und der Monzenbach wechselseitig an den Talrand verlegt worden; daher rührt der heutige sprunghafte Grenzverlauf zwischen den Gemarkungen von Oberscheld und Seelbach. Von den fast 2 km langen „Herrschaftlichen Wiesen in den Montzenbach“ ist heute sprachlich nur noch ein kleines Stück am unteren „Speierbergskopf“, die so genannte „Herrenwiese“, als Flurname erhalten. Die Frondienste auf diesen "Herrschaftlichen Wiesen" hatten noch zu Beginn des 19. Jahrhunderts die Einwohner von Eiershausen, Hirzenhain, Wallenfels, Tringenstein, Oberndorf, Eisemroth und Übernthal zu leisten.